# Sjunet
Sjunet är ett landsomfattande nätverk mellan landsting, kommuner och privata vårdgivare.